# 力道山OB会&プロレス

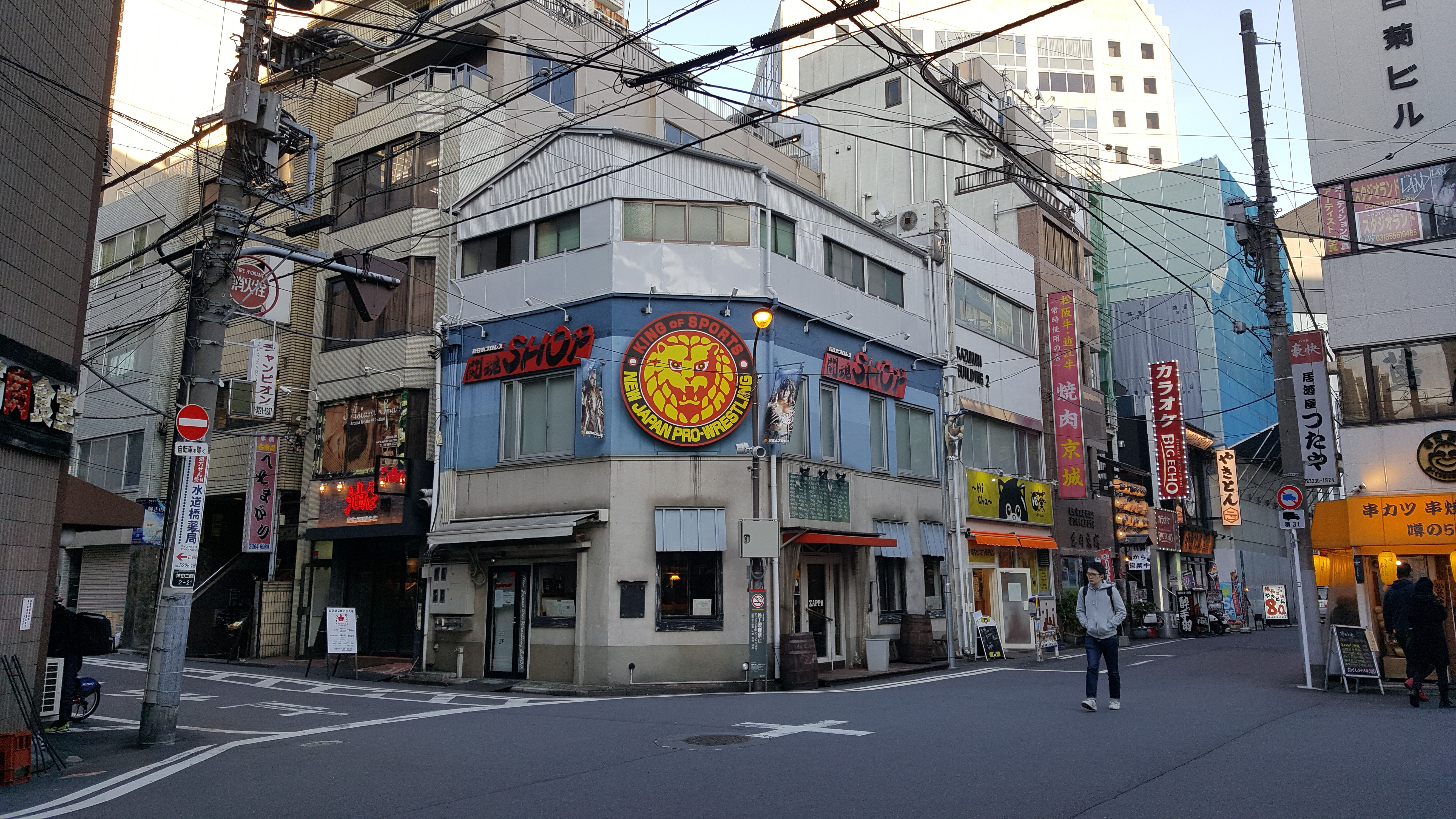
闘魂SHOP水道橋店の隣のビルに力道山OB会事務所が入居していた（2019年11月撮影）。

力道山OB会&プロレス（りきどうざんオー・ビーかいアンド・プロレス）は、かつてプロレスを引退したプロレスラーのOBとOG、力道山の関係者を中心に結成されたOB会とファンクラブの組織。

## 概要
力道山の門下生、昭和世代の選手を中心とした興行の主催、全日本女子プロレスの版権管理、新日本プロレスのオフィシャルショップ「闘魂SHOP」（赤坂店→水道橋店）の経営が主となっている。ファンクラブ活動として会報の出版、クラブカードを発行、加盟プロレス団体が開催する興行のファンクラブチケットダイヤル先行予約サービスを展開している。

## 歴史
1995年12月11日、「力道山三十三回忌」の法要での談笑で提案されて、その席でジャイアント馬場とアントニオ猪木も同席したことも追い風になり、メンバーには元日本プロレスの選手、関係者、関連会社社員が名を連ねた。
1996年6月30日、横浜アリーナで第1回「メモリアル力道山」を開催。16のプロレス団体が参加。
1997年12月23日、後楽園ホールで「上田馬之助君を激励するプロレス大会」を開催。13のプロレス団体が参加。
2000年3月11日、横浜アリーナで第2回「メモリアル力道山」を開催。14のプロレス団体が参加。

## 主要メンバー
- 芳の里淳三（会長）
- 岩沢敏雄（事務局長）
- ジャイアント馬場（最高顧問）
- アントニオ猪木（最高顧問）
- 田中敬子
- 豊登道春
- 吉村道明
- 大木金太郎
- 星野勘太郎
- 山本小鉄